# Lista de pinturas de Auguste Roquemont

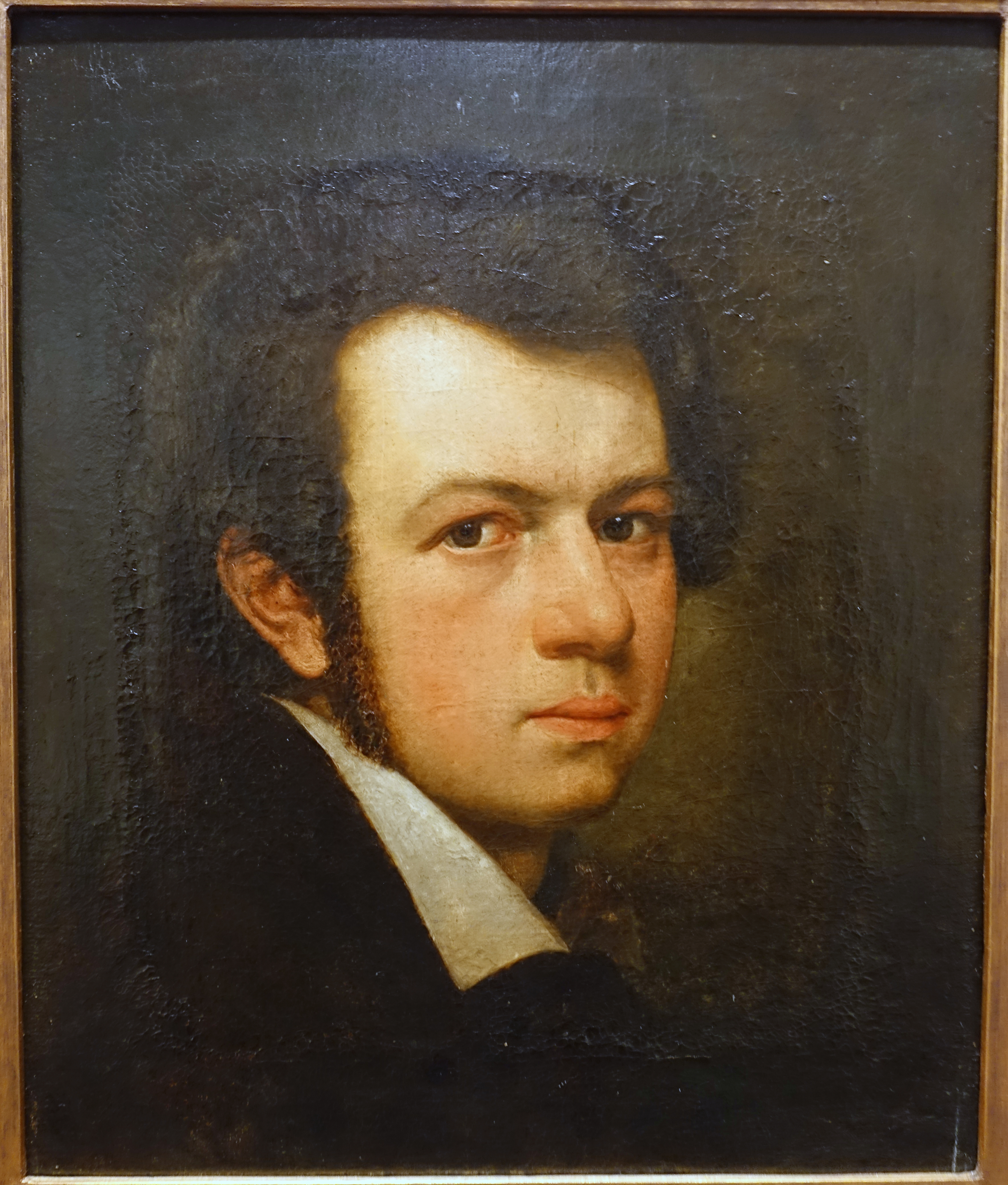
Autorretrato (1828-1829) de Auguste Roquemont

Esta é uma lista de pinturas de Auguste Roquemont, lista não exaustiva das obras deste artista, mas tão só das que como tal estão registadas na Wikidata.
A lista está ordenada pela data de criação de cada pintura. Como nas outras listas geradas a partir da Wikidata, os dados cuja designação se encontra em itálico apenas têm ficha na Wikidata, não tendo ainda artigo próprio criado na Wikipédia.
Auguste Roquemont (1804-1852) nasceu na Suíça, e após ter tido formação artística em cidades como Roma, Veneza, Bolonha e Florença, veio para Portugal em 1828 acompanhando o pai e por cá ficou depois deste ter regressado à Alemanha. Viveu em Guimarães e no Porto, as cidades mais importantes onde decorre a sua vida, tendo recusado o cargo de professor para se dedicar inteiramente à pintura.
Conhecido pelos excelentes retratos da nobreza nortenha e da alta burguesia, Roquemont causou forte sensação quando apresentou na Exposição Trienal da Academia de Belas Artes de Lisboa, em 1843, alguns quadros de costumes, considerada até então uma temática sem interesse. Vai marcar profundamente a primeira geração de pintores românticos, com destaque para Tomás da Anunciação, com o realismo com que tratava os seus retratos e pela grande novidade introduzida na pintura portuguesa da pintura de paisagem e de costumes. Para além da pintura a óleo, Roquemont executou também trabalhos a lápis, carvão e esfuminho, e praticou a modalidade de retrato-miniatura com que se celebrizou, mas de que poucos trabalhos chegaram até ao presente.
| Imagem | Título                                                                  | Data         | Retrata                             | Coleção                           | Descrito em |
| ------ | ----------------------------------------------------------------------- | ------------ | ----------------------------------- | --------------------------------- | ----------- |
|        | Autorretrato                                                            | 1828         | Auguste Roquemont                   | Museu Nacional de Soares dos Reis |             |
|        | Paisagem                                                                | 1830         |                                     | Museu Nacional de Soares dos Reis |             |
|        | Procissão                                                               | 1832         |                                     | Museu Nacional de Soares dos Reis |             |
|        | Cena de aldeia (Chafariz de Guimarães)                                  | 1832         |                                     | Museu Nacional de Soares dos Reis |             |
|        | Grupo de família (Pacheco Pereira)                                      | 1835         |                                     | Museu Nacional de Soares dos Reis |             |
|        | Cabeça de mulher                                                        | 1836         |                                     | Museu Nacional de Soares dos Reis |             |
|        | Cabeça de velha                                                         | 1836         |                                     | Museu Nacional de Soares dos Reis |             |
|        | Retrato de José Máximo Coelho Falcão e criança                          | 1842         |                                     | No/unknown value                  |             |
|        | Retrato de António de Almeida Coutinho e Lemos                          | 1845         | António de Almeida Coutinho e Lemos | Museu Nacional de Soares dos Reis |             |
|        | Retrato de Carolina Rosa Ribeiro de Faria, Baronesa do Seixo            | 1845         |                                     | Museu Nacional de Soares dos Reis |             |
|        | Retrato do Conde Athanasius Raczynski                                   | 1845         | Atanazy, Count Raczyński            | Museu Nacional de Soares dos Reis |             |
|        | Vareira                                                                 | 1847         |                                     | Museu Nacional de Soares dos Reis |             |
|        | Camponesa da Madalena (Gaia)                                            | 1847         |                                     | Museu Nacional de Soares dos Reis |             |
|        | Retrato de Carlos Gomes Monteiro                                        | 1849         |                                     | Museu Nacional de Soares dos Reis |             |
|        | Retrato de Ricardo Clamouse Brown                                       | 1851         |                                     | Museu Nacional de Soares dos Reis |             |
|        | Conselheiro João Baptista Felgueiras                                    | 19th century |                                     |                                   |             |
|        | Retrato de José Joaquim Gomes de Castro, 1.º Visconde e Conde de Castro | 19th century | José Joaquim Gomes de Castro        | No/unknown value                  |             |
|        | Retrato de Mariana Carlota Lodi                                         | 19th century |                                     | No/unknown value                  |             |
|        | Retrato de Mariana Lodi                                                 | 19th century |                                     | No/unknown value                  |             |

∑ 19 items.